# Santuario di Santa Filomena
Il santuario di Santa Filomena è la chiesa madre di Mugnano del Cardinale, in provincia di Avellino. Al suo interno, è custodito il corpo di santa Filomena vergine e martire dal 10 agosto 1805.
È uno dei nove santuari della Diocesi di Nola.

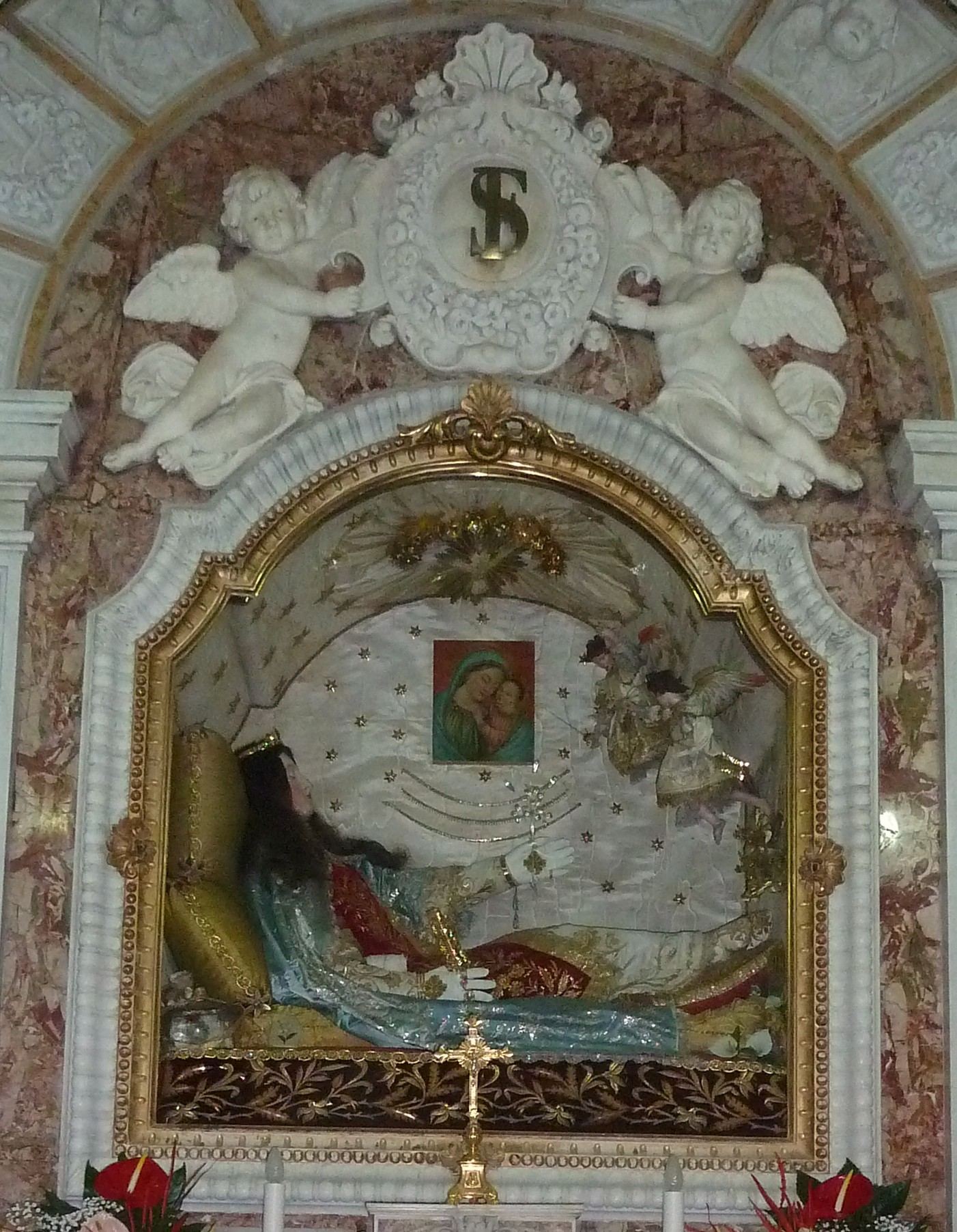
L'urna dove è custodito il corpo di santa Filomena

## Storia

L'interno del Santuario

La costruzione edificio iniziò nel 1580 da parte del comune di Mugnano del Cardinale. La costruzione terminò nel 1600 e fu intitolata a santa Maria delle Grazie.
Il fondatore del santuario fu don Francesco De Lucia, nato a Mugnano del Cardinale il 19 settembre 1772.
Prima del sacerdozio, insegnò filosofia nella casa d’Iliceto, il noviziato dei religiosi di sant'Alfonso de' Liguori. Dopo l’ordinazione sacerdotale, il 19 settembre 1796, si stabilì a Napoli, dove aprì una scuola di filosofia e letteratura; nella capitale, De Lucia era molto stimato da alcuni personaggi ragguardevoli, tra i quali monsignor Bartolomeo De Cesare, futuro vescovo di Potenza, e san Giuseppe Pignatelli, restauratore della Compagnia di Gesù. Nel 1805, don Francesco De Lucia si recò a Roma per accompagnare il vescovo di Potenza Bartolomeo De Cesare, in visita a Roma per conto di Ferdinando IV di Napoli. In quest’occasione grazie al monsignor De Cesare ottenne dal pontefice Pio VII il sacro corpo della vergine e martire Filomena, rinvenuto nelle catacombe di Priscilla il 25 maggio 1802 insieme ad un'ampolla contenente il sangue della santa. Il loculo era chiuso da tre tegole sulle quali si leggevano le seguenti parole: LUMENA | PAX TE | CVM FI, con i simboli del giglio, della palma e dell’ancora; le tegole furono cedute l’11 luglio 1827 al Santuario da Papa Leone XII.

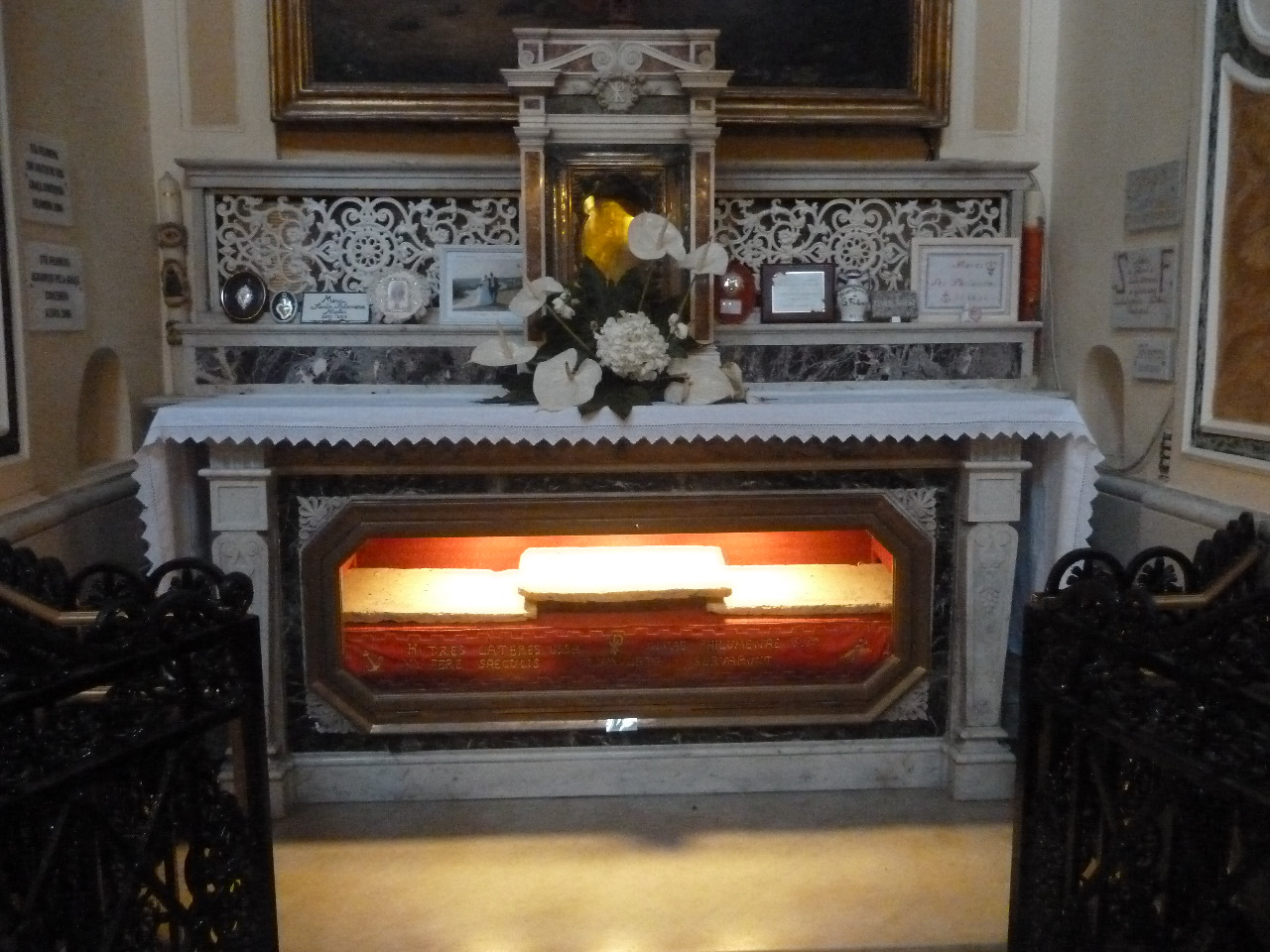
L'altare dove sono custodite le pietre tombali della Santa, donate al Santuario nel 1827

Tornato a Napoli, alla presenza del vescovo di Nola Vincenzo Torrusio, il corpo venne sistemato in una statua di fanciulla rivestita da delle vesti donate dalla signora Angela Terres.
Ripartirono da Napoli la sera del 9 agosto per fare ritorno a Mugnano la mattina del 10 agosto, quando il corpo venne posto nella chiesa della Madonna delle Grazie. Nel settembre 1805, don Francesco De Lucia donò il corpo della santa al comune di Mugnano del Cardinale che a sua volta lo donò al re Ferdinando II delle Due Sicilie il 22 aprile 1836 insieme alla chiesa stessa, come riportato nella lettera del 16 maggio 1836 diretta dal sindaco al Re: “Il Sindaco di Mugnano del Cardinale devotamente le espone come, per ben due volte, da questo Intendente di Terra di Lavoro, in virtù di ministeriali offici, si è interrogato questo Decurionato, la prima volta in dicembre e l’altra nel mese scorso, sull'oggetto, se si voleva cedere la chiesa ove si venera il sacro corpo della Taumaturga S. Filomena per una regia fondazione di un ministero di religiose Salesiane per custodia del Santuario. In ambo queste volte questo Decurionato considerando il gran vantaggio della fondazione e rassicurato dalla Sovrana beneficenza che aveva la carità d’istituirla, tutti siamo stati del voto di cedere ogni diritto comunale sulla chiesa non solo, ma sul sacro corpo della gloriosa S. Filomena e su tutti gli oggetti che la riguardano alla volontà ed arbitrio di V.M., perché ne disponga a suo piacimento.”

La prima statua di Santa Filomena, donata nel 1806 dal Cardinale di Napoli Luigi Ruffo Scilla

Nel 1806, il cardinale di Napoli Luigi Ruffo Scilla donò al santuario la prima statua dedicata alla santa.
Il 10 agosto 1835 avvenne nel santuario il miracolo della guarigione di Pauline Jaricot, fondatrice dell'Opera della Propagazione della Fede. Di quel miracolo fu testimone papa Gregorio XVI, che decise di dare il culto pubblico alla santa il 30 gennaio 1837.
Il 26 febbraio 2021 viene a mancare, dopo 37 anni di rettorato, lo storico rettore del santuario, don Giovanni Braschi, che ha dedicato tutta la sua attività sacerdotale nell'esportare il culto di Santa Filomena nel mondo.

## Visitatori illustri
Durante la sua storia relativamente recente, il Santuario di Santa Filomena ha ricevuto diversi visitatori illustri, tra i quali:
- Il Cardinale Luigi Ruffo Scilla, nel 1806;
- Il Cardinale Thomas Weld, nel 1833[10];
- Il Cardinale Giacomo Fransoni, nel 1833[10];
- La Venerabile Marchesa del Barolo, nel 1834 e nel 1852[11];
- Maria Cristina di Savoia, Regina delle Due Sicilie, nel 1835[12][13];
- La Venerabile Pauline Jaricot, guarita miracolosamente dalla Santa il 10 agosto 1835;
- L'Arcivescovo di Benevento Giovanni Battista Bussi, nel 1837;
- Papa Pio IX, che celebrò una Santa Messa al Santuario il 7 novembre 1849;
- L'Arcivescovo di Smirne Vincenzo Spaccapietra, nel 1869;
- Il Patriarca di Antiochia dei Latini Paolo Brunoni, nel 1870;
- L'Arcivescovo di Tijuana Ramón María de San José Moreno y Castañeda, nel 1879;
- Il Beato Bartolo Longo, fondatore del Santuario della Beata Vergine del Rosario di Pompei, il 9 giugno 1896;
- L'archeologo Professor Giuseppe Bonavenia, il 27 aprile 1905[14];
- L’ultimo Re d'Italia Umberto II di Savoia,venne in visita al Santuario nel 1936, all’epoca era Principe di Piemonte;
- Il politico austriaco Georg Mautner Markhof, diverse volte tra 1983 e il 2006;
- Lo scrittore Michel de Saint Pierre, nel 1984;
- Il Cardinale Luigi Poggi, in occasione del Giubileo del 2000;
- Giovanni d'Orléans, pretendente al trono di Francia, nel 2012;
- Il Delegato per le Rappresentanze Pontificie Jan Romeo Pawłowski, nel 2019;
- Il Pro-Prefetto  Dicastero per l'evangelizzazione  Cardinale Luis Antonio Gokim Tagle, nel 2023.

Una menzione particolare è riservata a Re Ferdinando II, Sovrano del Regno delle Due Sicilie tra il 1830 e il 1859, che ha visitato il Santuario oltre 50 volte durante la sua vita.